# Jorge Yutronic Fernández
Jorge Yutronic Fernández (17 de junio de 1951) es un ingeniero civil electricista y profesor chileno.

## Biografía
Estudió en la Universidad de Chile donde se tituló de ingeniero civil electricista. Ha sido consultor internacional en gestión de ciencia, tecnología, innovación y competitividad para gobiernos, empresas y universidades tanto de su país como de Argentina, Brasil, México, Perú, Uruguay, Panamá, El Salvador, y organismos internacionales (BID, UNESCO, PNUD); consultor en gestión universitaria y educación superior (miembro del Consejo Consultivo Internacional del MECESUP y de las comisiones de evaluación de la CNA de universidades en los procesos de acreditación institucional; evaluador del Consejo Superior de Educación de Chile de universidades en sus procesos de creación y de autonomía), gestor de empresas y de emprendimientos tecnológicos, fundador y presidente de Kyber (desde 1999); presidente de Movilmaster (desde 2002), fundador de SYN; director ejecutivo del Fondo de Fomento para el Desarrollo Científico-Tecnológico de Chile (1991-2006); uno de los fundadores del Programa Explora y presidente de su Comité Directivo (1996-2006); creador y director del Programa Cultura de la Innovación (1993 -1996); promotor, creador y organizador de diversas iniciativas científico tecnológicas en Chile (2001 a 2006; entre ellas: Programa FONIS; Programa Genoma Chile; Programa Acuicultura; Programa Marea Roja; Programa Tecnología de Información Aplicada a Educación; Programa Avanzado de Tecnologías de Información; Iniciativa Consorcios Tecnológicos); gerente de SONDA S.A. en diferentes ámbitos (1985-1999); miembro de la Junta Directiva de la Universidad Arturo Prat y de la  Tecnológica INACAP (2004-2007); del Consejo Directivo de la Fundación Chile (1997-2006) y del Instituto de Ingenieros de Chile (desde 1998), del que llegó a ser presidente (2002-2003).
Luego del fallecimiento del rector fundador de Universidad de Las Américas (UDLA) en Chile, Mario Albornoz Galdámez (2006), y después de un corto periodo en que la rectoría estuvo a cargo de Patricia Cabello Pedrasa, Jorge Yutronic fue elegido en 2007 por Laureate International Universities, sostenedor de UDLA, encabezar esa casa de estudios. En su gobierno, que duró hasta 2008, la Universidad cumplió 20 años de trayectoria, oportunidad en la que se emprendió el proyecto de acreditarla ante la CNA Chile, procesó que logró llevar a feliz término. Entre las medidas que impulsó figuran el cambio en la plataforma de autoridades, docentes e imagen corporativa, la introducción de nuevas áreas a la Universidad y eel reforzamiento de las existentes. 

## Distinciones
- 2007: Premio Ingeniero Sobresaliente otorgado en forma conjunta por IEEE (Institute of Electronic and Electrical Engineers, USA) y AIE (Asociación de Industrias Electrónicas de Chile).
- 2008: Member Governing Board of International Center for Science, Technology and Innovation, Kuala Lumpur, Malaysia.